# William Levada
William Joseph Levada (ur. 15 czerwca 1936 w Long Beach, zm. 26 września 2019 w Rzymie) – amerykański duchowny rzymskokatolicki, doktor nauk teologicznych, biskup pomocniczy Los Angeles w latach 1983–1986, arcybiskup metropolita Portlandu (Oregon) w latach 1986–1995, arcybiskup koadiutor San Francisco w 1995, arcybiskup metropolita San Francisco w latach 1995–2005, administrator apostolski diecezji Santa Rosa w latach 1999–2000, przewodniczący Papieskiej Komisji „Ecclesia Dei” w latach 2005–2012, prefekt Kongregacji Nauki Wiary w latach 2005–2012, kardynał od 2006 (najpierw w stopniu diakona, w 2016 promowany do stopnia prezbitera).

## Życiorys
20 grudnia 1961 przyjął święcenia kapłańskie. Inkardynowany do archidiecezji Los Angeles, przez kilka lat pracował duszpastersko na tym terenie, a następnie kierował nowo powstałym wydziałem kurii ds. edukacji uzupełniającej duchowieństwa. W 1976 wezwany do Kurii Rzymskiej, rozpoczął pracę urzędniczą w Kongregacji Nauki Wiary. W 1982 powrócił do USA i został dyrektorem zarządzającym konferencji kalifornijskich biskupów.
W marcu 1983 został mianowany biskupem pomocniczym archidiecezji Los Angeles ze stolicą tytularną Capreae. Sakry biskupiej udzielił mu 12 maja 1983 kardynał Timothy Manning, arcybiskup Los Angeles. W lipcu 1986 został przeniesiony na stolicę arcybiskupią Portland. Od sierpnia 1995 był arcybiskupem koadiutorem archidiecezji San Francisco. Po rezygnacji arcybiskupa Johna Raphaela Quinna w grudniu 1995 został jego następcą. Od lipca 1999 do kwietnia 2000 kierował jednocześnie diecezją Santa Rosa (Kalifornia) jako administrator apostolski. W listopadzie 2003 stanął na czele Komisji Doktryny Konferencji Amerykańskich Biskupów Katolickich. Kierował obchodami jubileuszu 150-lecia archidiecezji San Francisco (2003), brał udział w pracach sesji Światowego Synodu Biskupów w Watykanie, m.in. sesji specjalnej dla Kościoła w Ameryce (1997). 30 stycznia 2003 udzielił sakry pierwszemu biskupowi w USA pochodzenia chińskiego Ignatiusowi Wangowi, który został biskupem pomocniczym San Francisco ze stolicą tytularną Sitipa.
13 maja 2005 został mianowany prefektem Kongregacji Nauki Wiary i jednocześnie przewodniczącym Papieskiej Komisji Biblijnej. Jego poprzednikiem na tym stanowisku był kardynał Joseph Ratzinger, wybrany miesiąc wcześniej na papieża. 24 marca 2006 został mianowany przez papieża Benedykta XVI kardynałem diakonem Santa Maria in Domnica. 2 lipca 2012 papież Benedykt XVI przyjął rezygnację z zajmowanych przez niego funkcji.
Brał udział w konklawe 2013, które wybrało papieża Franciszka. 15 czerwca 2016, w związku z ukończeniem 80 lat, utracił prawo do udziału w konklawe. 20 czerwca 2016 został promowany na kardynała prezbitera, zachował diakonię Santa Maria in Domnica w charakterze tytułu prezbiterskiego na zasadzie pro hac vice.
Zmarł w Rzymie 26 września 2019.